# ماتيلدا وورموود
ماتيلدا وورموود (بالإنجليزية:Matilda Wormwood) شخصية خيالية وتعتبر بطلة رواية ماتيلدا التي نشرت عام 1988 من قبل الكاتب الإنجليزي روالد دال وهي فتاة تبلغ من 5 سنوات ونص تحب القراءة كثيرا تحصل على قوى خارقة تمكنها من تحريك الاشياء من دون لمسها ولقد ظهرت الشخصية عام 1996 فيلم ماتيلدا ولاقت رواجا هائلا وقامت بالدور الممثلة الأمريكية مارا ويلسون.